# LEGO Technic

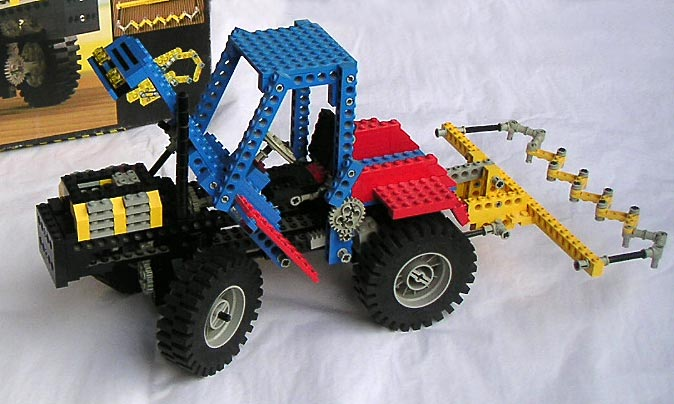
Een trekker gemaakt van LEGO Technic

LEGO Technic is een deel van de LEGO productlijn. Het speelgoed is bedoeld voor kinderen vanaf 6 jaar. Dit thema is in 1977 geïntroduceerd, maakte aanvankelijk deel uit van de System productgroep, maar wordt vanaf 1984 Technic genoemd.
Tot 1977 waren de tandwielen fel gekleurd (rood, geel en blauw), waren de asjes wit en de sluitnippels rood. De tandwielen hadden afgeronde, enigszins bolle tanden en hadden op de vlakke kanten de bekende nopjes en waren hierdoor op vele manieren te gebruiken. 
Sinds 1984 heet het thema Technic en zijn de tandwielen en sluitnippels lichtgrijs en de asjes zwart, De tandwielen hebben nu puntige tanden, zoals de meeste tandwielen die in de praktijk ook in apparaten zitten. 
In 1987 kwamen ook de eerste voertuigen met pneumatische functies op de markt.
Het thema van LEGO Technic is techniek. De onderdelen zijn vooral functioneel en iets minder decoratief dan de originele LEGO.

## Onderdelen

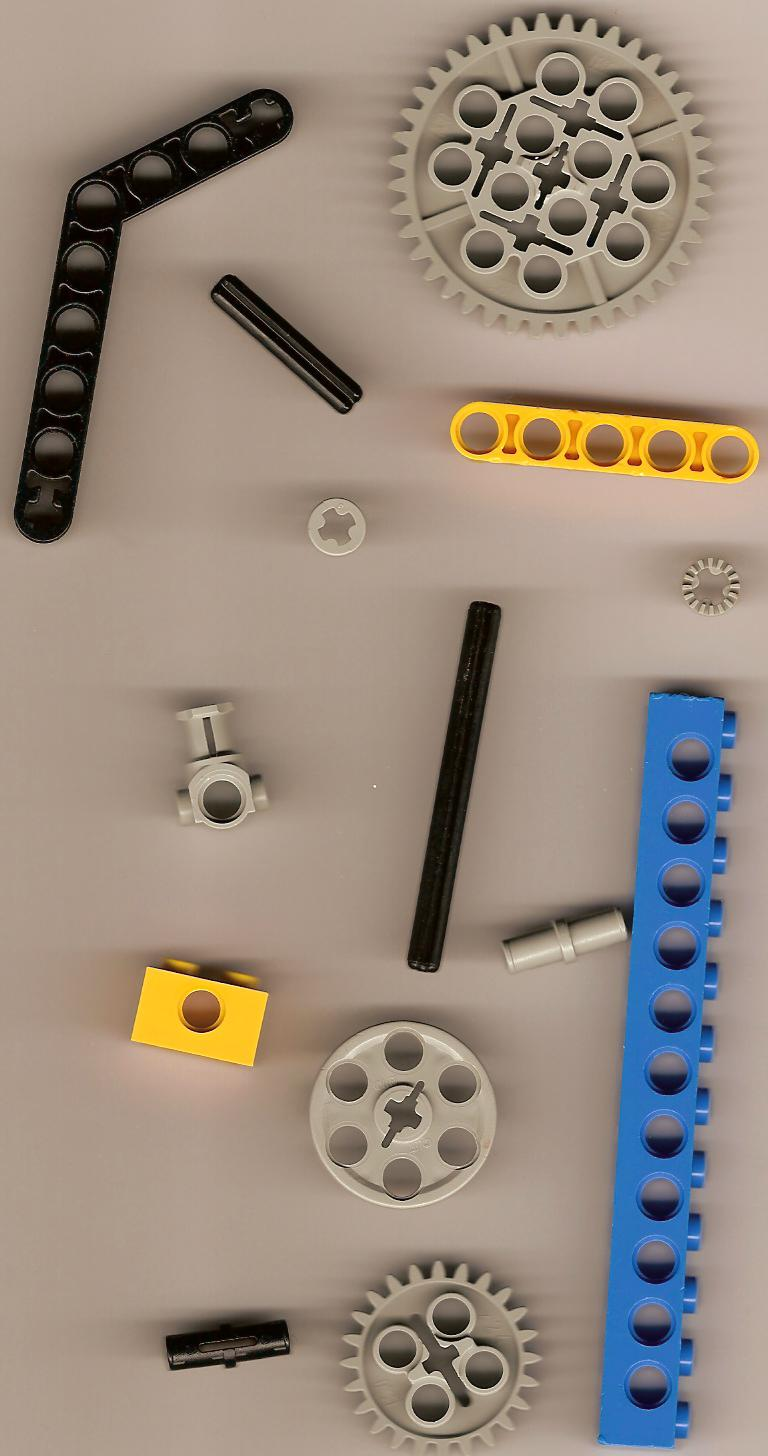
Onderdelen Lego Technic

Er is een aantal hoofdtype onderdelen, van elk type is er een (groot) aantal verschillende varianten en kleuren. De onderdelen zijn globaal in te delen in de volgende categorieën:
- Balken met ronde gaten in de zijkant. De originele balken hebben noppen aan de bovenkant, tegenwoordig worden vooral balken zonder noppen gemaakt. De ronde gaten zijn gemaakt om assen of verbindingselementen door te steken.
- Wielen
- Assen met een kruisvormige doorsnede met verschillende lengten. De lengte van de assen komen overeen met een even aantal noppen op een balk. Waar voorheen de meeste assen alleen in zwart en lichtgrijs gemaakt werden, komen deze sinds 2016 steeds vaker voor in kleuren als rood en geel.
- Tandwielen (met 8, 12, 16, 20, 24, 36 en 40 tanden), wormen en onderdelen om een overbrenging te maken
- Elektromotoren (voormalig: power functions) (4,5, 9 en 12 volt)

Sinds 2018: Powered Up (meestal 9 volt)
- Pneumatische onderdelen

- Verschillende verbindingselementen om assen, balken en andere onderdelen met elkaar te verbinden.
- LEGO Mindstorms, een systeem om met behulp van Technic elementen en sensoren geautomatiseerde objecten of robots te maken.

- Voormalig: poppetjes, groter dan de gewone LEGO minifigs

## Subthema's

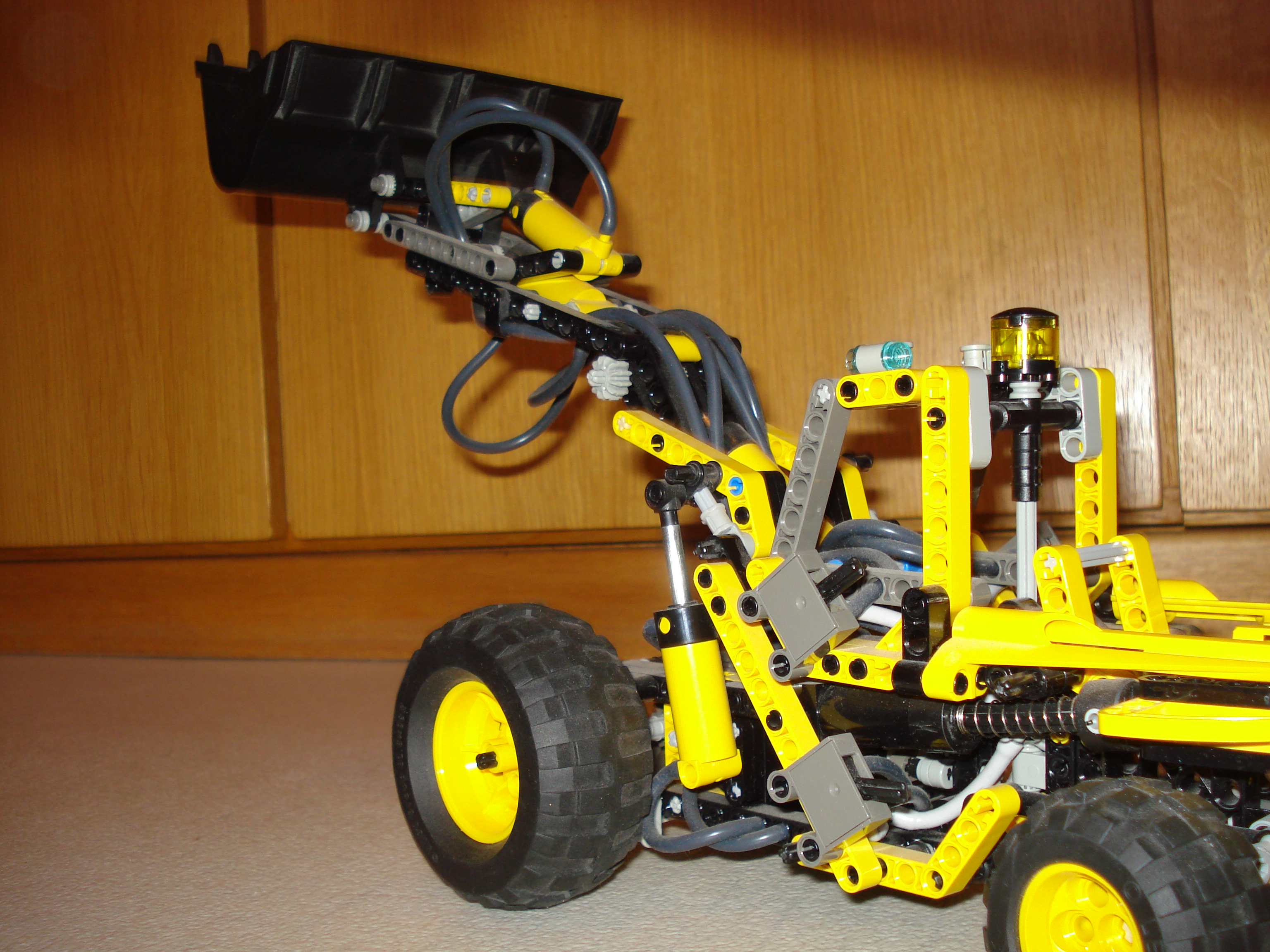
Lego Technic 8455, een shovel

Alle bouwdozen zijn van technische aard. De overeenkomst is dat er mechanische onderdelen gebruikt worden om de modellen op de een of andere wijze te laten bewegen. Soms zit er een motor, en bijbehorend een batterijbox, in de sets; tot 2019 heette het motorsysteem Power Functions. Sinds 2019 wordt er een helemaal nieuw motorsysteem gebruikt, genaamd Powered Up.  Om dit systeem te besturen gebruikt men een mobiele telefoon of tablet als afstandbediening. Nagenoeg alle bouwdozen hebben instructies voor een alternatief model.
Er zijn ook enkele subthema's te herkennen:
- Bouwvoertuigen (inclusief mijnbouwvoertuigen), zoals graafmachines, hijskranen, wielladers, bulldozers, schrankladers en heftrucks.
- Landbouwvoertuigen, zoals trekkers en bosbouwvoertuigen
- Vrachtwagens waaronder kiepwagens, bergingswagens, offroadwagens, brandweerwagens en nog vele andere soorten vrachtwagens.
- Transport waaronder Auto's, racewagens, motoren, helikopters, vliegtuigen, schepen en boten
- supercars, een serie speciaal voor volwassenen die in 2016 begon en waarbij er om de twee jaar een nieuwe supercar verschijnt. Tot nu toe verschenen:
  - 2016: 42056 Porsche 911 GT3 RS
  - 2018: 42083 Bugatti Chiron
  - 2020: 42115 Lamborghini Sián FKP 37
  - 2022: 42143 Ferrari Daytona SP3

## Grootste sets
| grootste sets | set                          | code  | aantal onderdelen | verschenen op markt |
| ------------- | ---------------------------- | ----- | ----------------- | ------------------- |
| 1             | Liebherr R 9800 graafmachine | 42100 | 4108              | 2019                |
| 2             | Kraan voor alle terreinen    | 42082 | 4056              | 2018                |
| 3             | Emmerwielgraafmachine        | 42055 | 3929              | 2016                |
| 4             | CAT D11 bulldozer            | 42131 | 3853              | 2021                |
| 5             | Ferrari Daytona SP3          | 42143 | 3778              | 2022                |
| 6             | Lamborghini Sián FKP 37      | 42115 | 3696              | 2020                |
| 7             | Bugatti Chiron               | 42083 | 3599              | 2018                |
| 8             | Liebherr LR 13000            | 42146 | 2883              | 2023                |
| 9             | Mercedes Arocs               | 42043 | 2793              | 2015                |
| 10            | Porsche 911 GT3 RS           | 42056 | 2704              | 2016                |

## Trivia
- ZNAP was een kortlopende LEGO-serie die ook gebruik maakte van dezelfde motor, tandwielen en assen als die gebruikt worden in LEGO Technic.
- De eerste series van LEGO Technic werden verkocht onder de naam RADAR. De (gele, rode en blauwe) tandwielen hadden grovere tanden dan de huidige grijze tandwielen. Verder waren de assen wit (tegenwoordig zwart en lichtgrijs) en de nippels rood (tegenwoordig grijs).